# Британська хокейна асоціація
Британська хокейна асоціація (англ. Ice Hockey UK, IHUK) — організація, яка займається проведенням на території Великої Британії змагань з хокею із шайбою. Заснована у травні 1908 року, член ІІХФ з 19 листопада 1908 року. Велика Британія — одна із 4 країн, що посилали представників на установчі збори ІІХФ. У країні — 44 клуби, понад 4,901 хокеїстів, 45 критих ковзанок зі штучним льодом. Разом із БІХА, діють також Англійська і Шотландська хокейні асоціації.

## Історія
Велика Британія першою із країн Європи почала інтенсивно розвивати хокей із шайбою. Перший європейський матч відбувся у 1885 році у Санкт-Моріці (Швейцарія) між командами Оксфордського та Кембриджського університетів. Тепер ці команди зустрічаються раз на рік. 
У 1895 році в Англії і Шотландії було вже 5 хокейних команд. У 1897 році у Лондоні організований «Лондон Прінс Клаб», основу якого становили студенти із Канади. Цей клуб у 1910 році став під прапором Великої Британії першим чемпіоном Європи. 
У 1903 році у Лондоні був побудована перша на Європейському континенті ковзанка зі штучним льодом і пройшов перший в Європі національний чемпіонат, який виграв клуб «Лондон Канадієнс». Розвивався хокей і у Шотландії. У 1908 році у Глазго відбувся перший хокейний матч, а у 1909 році створена Шотландська хокейна асоціація. У 1914 році 5 клубів організували БІХА, який проводив чемпіонати країни серед аматорів. 
У 1934 році у Великій Британії була утворена Англійська національна ліга (АНЛ, яка не входить до БІХА), що об'єднала професійні і напівпрофесійні команди, які боролися за звання чемпіона АНЛ, граючи у кілька кіл. У 1954 році (після входження двох найкращих клубів другої за силою у країні Шотландської ліги) АНЛ була перетворена у Британську хокейну лігу (БХЛ). 
У 1920—30-х роках збірна Великої Британії була провідною в європейському та однією із провідних у світовому хокеї. У 1950-х роках команда втратила свої позиції, хоча у цей час у країні було чимало сильних професійних клубів, які складались в основному із канадських гравців, але ці клуби незабаром розпалися з економічних причин. 

## Турніри
Система проведення чемпіонату Великої Британії (серед аматорів) неодноразово змінювалася. Змінювалася і структура змагань. Перший чемпіонат АНЛ—БХЛ (але не Великої Британії) відбувся у 1934—35 роках. Чемпіонами ліги були: «Гросвенер Хауз» — 1935, «Вемблі Лайонз» — 1936, 1937, 1952, 1957, «Харрінгей Рейсерз» — 1938, 1949 і 1955, «Брайтон Тайгерз» — 1947, 1948 і 1958, «Стрітхем Роялз» — 1950, 1953 і 1960, «Ноттінгем Пантерс» — 1951, 1954 і 1956, «Пейслі Пайретс» — 1959. Іншим офіційним змаганням ліги був Осінній Кубок (з 1946 року — Англії, а з 1954 — Британії). Кубкові турніри проводилися на початку чергового сезону за олімпійською системою (перший переможець — «Брайтон Тайгерз»). Володарями кубку були «Вемблі Лайонз» — 6 разів, «Харрінгей Рейсерз» — 5 і «Брайтон Тайгерз» — 4 рази. 
У 1961—1982 роки чемпіонати Британської ліги не проводилися (у 1968 році БХЛ було офіційно розпущено). 
У 1972—1974 роки за ініціативою Джона Ахерна була зроблена спроба відродити професійний хокей: створена команда «Лондон Лайонз» (фарм-клуб команди НХЛ «Детройт Ред-Вінгс», куди були запрошені канадські і шведські хокеїсти (у тому числі Ульф Стернер)). Однак незабаром команда була розпущена. 
У 1982 році ліга була відтворена і, на відміну від минулого її чемпіон офіційно став чемпіоном Великої Британії. Переможцями у змаганнях команд вищого дивізіону були: 1983 — «Данді Рокетс» — 1982—1984, «Файф Флаєрс» — 1985, «Моррейфілд Рейсерз» — 1986, «Дархем Воспс» — 1987, 1988, 1991 і 1992, «Ноттінгем Пентерз» — 1989, «Кардіфф Девілс» — 1990, 1993, 1994 і 1999, «Шеффілд Стілерс» — 1995—1997, 2001, 2002 і 2004, «Ейр Скоттіш Іглз» — 1998, «Лондон Найтс» - 2000, «Белфаст Діамант» — 2003.

## Гравці та національна збірна
Збірна Великої Британії перший матч на чемпіонаті Європи провела 18 січня 1910 року у Ле-Аван (Швейцарія) зі збірною Німеччини (1:0). Збірна Великої Британії — чемпіон Європи 1910 і 1936—1939, чемпіон світу 1936, чемпіон зимових Олімпійських ігор 1936. 
Найсильніші гравці Великої Британії різних років: 
- воротарі: Б. Паттон, Д. Фостер, Г. Інгліш, Д. Меткалф;
- захисники: К. Ерхардт, Р. Шеферд, Б. Бреннан, Е. Бреннан, Д. Пірсон;
- нападники: Б. Секстон, К. Карратерс, Е. Карратерс, Д. Дейві, Е. Бренчлі, Б. Сміт, Д. Мюррей, Р. Фрешер, С. Мак-Доналд, Т. Метьюз, Т. Лоуелл, Л. Лоуелл, Р. Мак-Брайда, Тоні Генд.